# Praznina
Praznina (en.Void) je struktura u Svemiru koju odlikuje potpuna odsutnost galaksija. Ima sferičan oblik, proteže se trodimenzionalno. Galaksije koje se nalaze u njihovoj blizini okružuju ih u obliku mehurića. Ako se neka praznina preseče  vidljive su strukture rasporeda galaksija. Galaksije nisu ravnomerno raspoređene u Svemiru te sa prazninama oblikuju filamente. Vidljivi su čvorovi, koji sadrže velike galaksije. Savremena merenja (2006) pokazuju da praznine nisu veće od 100 MPc.

## Spoljašnje veze
- Katalog praznina Архивирано на веб-сајту  (3. мај 2014) posećeno 05.02.2020.
- Animacije praznina autori Hume Feldman i Sergei Shandarin, Odsek Fizika i Astronomija, Univerzitet Kansas, Lawrence, KS, USA. posećeno 6.5.2014
- „Vizualiziranje bližih struktura većih dimenzija”. Fairall, A. P., Paverd, W. R., & Ashley, R. P. posećeno 05.02.2020.
- Hijerarhija i dinamika praznina arXiv:1203.0248 učitano 6.5.2014